# Can Company
Can Company és un mas de Sant Martí de Llémena (Gironès) inclosa a l'Inventari del Patrimoni Arquitectònic de Catalunya. Segons la llinda, la casa data de 1799.

## Descripció
El conjunt està format per una pallissa i la masia, situades al voltant de l'era. La masia és un únic cos de planta rectangular amb carener perpendicular a la façana principal. El carener coincideix amb la paret de càrrega interior. Té planta baixa i un pis. Les obertures són de llinda planera, de les que cal destacar la porta, al costat dret de la façana, amb la inscripció JE + S - 1799. La finestra lateral a la porta és de modillons, igual que la porta de la façana posterior.
La pallissa està situada al costat dret de la façana principal de Can Verdaguer, davant l'era que guanya un fort desnivell i que la relaciona amb una altra pallissa més senzilla situada al seu davant. És de planta rectangular, teulat a dues aigües, carener perpendicular a la façana principal i d'una nau, amb paret de pedra al costat dret i que enllaça amb la barana de l'era i dos pilars rodons a l'altre costat, proper a la masia. La paret posterior s'enrasa amb la façana principal de la masia. Els dos pilars rodons se situen, un al centre, aguantant el cairat central, i l'altre al costat esquerre, girant vers la masia.
També hi ha un forjat enmig dels cairats de fusta i una escala lateral a l'esquerra.